# Fangoria (grup musical)
Fangoria és un grup  espanyol de música electrònica, format per  Alaska, que proporciona la veu principal, i Nacho Canut que s'ocupa dels  teclats i ocasionalment del  baix.
Fangoria ha venut al voltant d'un milió de discos a tot el món. Des 1999 (una dècada després de la seva creació) han aconseguit èxits com: «No sé què me das», «Retorciendo palabras», «Ni tu ni nadie» i «Dramas i comèdias». El seu vuitè àlbum   Quadricromia  va ser llançat el febrer 26 de 2013 i ja és disc d'or a Espanya.
El proper disc del grup, titulat  Canciones para robots romanticos  surt a la llum el dia 12 de febrer de 2016. Actualment Fangoria ja ha publicat el seu últim videoclip corresponent a una cançó d'aquest disc, anomenada "Geometria polisentimental".

## Història

### 1989-1997: Començaments,Salt mortali altres projectes
Salt mortal  es grava entre el que seria el nou estudi de Fangoria, Vulcano, els estudis Dublewtronics i Kirios a Madrid. Aquests canvis no són del grat de la discogràfica Hispavox, la qual cosa es tradueix en la promoció de l'àlbum. El disc es llança el gener de 1991, tot i que es comença a escoltar en les ràdios a l'octubre de 1990 amb el tema «En la meva presó» com a primer supersingle, amb dues remescles i dues cares B inèdites. D'aquest tema es fa un videoclip en el qual a  Alaska li arrenquen els budells. Una picada d'ullet al cinema gore, ja que Fangoria pren el seu nom d'una revista especialitzada en aquest gènere. El vídeo va ser vetat en diversos programes musicals pel seu contingut escabrós, encara que tampoc va obtenir molta difusió en ràdio per falta d'interès per part de la discogràfica. El segon single, «Fem alguna cosa superficial i vulgar», surt al febrer de 1991, simultàniament amb el LP, aconseguint major popularitat per la seva comercialitat i la seva frescor en el so, en una ona molt internacional, que els connecta amb tota la moda neo-hippie en apogeu llavors amb grups com Dee-Lite o B-52. S'extreu un tercer single que només surt a nivell promocional titulat «Punt final», encara que es preparen remescles i una cara-B inèdita. Però en acabar el contracte amb Hispavox, aquesta decideix no publicar el maxi-single. Quant als directes canvia la presentació totalment, el repertori, el so i la posada en escena són molt diferents. El repertori és un vuitanta per cent propi de Fangoria i els únics músics sobre l'escenari són  Nacho, tocant teclats, seqüenciadors i baix, i «Big Toxic», tocant teclats.
Vulcano és l'estudi de gravació que creen  Alaska i Nacho Canut. En principi només és un estudi de programació i assaig. El primer que es programa és l'àlbum   Salt mortal , però assessorats pel seu mànager Pito, i davant la nova situació discogràfica i econòmica de Fangoria, l'ideal és que sigui també el estudi de gravació i on es duran a terme les mescles. Tenint en compte que en aquest moment Fangoria ja no aspira a vendes massives, un estudi de gravació és una forma de rendibilitzar el grup. Per això a Vulcano, a part de gravar Fangoria, es durien a terme altres enregistraments i remescles de grups com  Family, Nens de Brasil o Lions in love. Al juny de 1992 veu la llum l'àlbum de  Un dia qualsevol en Vulcano S.E.P. 1.0 , amb les cançons com « Sálvame», «Sempre voltant», «Cap a la llum», «Els diners no és el nostre déu» i « escombraries ». Per presentar el disc es tria el tema «Sálvame», del qual es fa un maxi-single amb quatre remescles. Es realitzen d'aquest tema dos video-clips, produïts per Vídeo Inferno, productora creada sota l'auspici dels estudis Vulcano. S'edita un segon maxi, aquesta vegada en format de CD, del tema «Els diners no és el nostre déu».
 Un dia qualsevol en Vulcano S.E.P. 2.0 , es va concebre com la segona part d'una trilogia, llançat en 1993. Aquest àlbum conté només sis títols inèdits i tres remezclas. La targeta de visita d'aquesta nova entrega és «A la Disneylandia de l'amor», amb un maxi publicat en  CD i  vinil amb cinc remescles, el primer i quatre, el segon. Aquest tema malgrat la gairebé nul·la promoció del disc, sona molt en les ràdios ia les pistes de ball.  Un dia qualsevol en Vulcano S.E.P. 3.0  ha d'esperar fins a l'estiu de 1995 per estar en algunes botigues de discos. Davant la constant negativa de  Warner per treure aquest disc, Fangoria opta per distribuir-lo a través d'una altra companyia: Running Circle. En aquest disc, l'estudi Vulcano es trasllada a Londres, amb la intenció de facilitar a grups espanyols el poder treballar amb productors internacionals, alguna cosa que es queda només en la intenció. D'aquesta es desprèn «Déu odia als covards» en 1995 que pel poc pressupost del grup mai van poder gravar videoclip. No surt cap maxi d'aquest disc fins a 1996. Surt més aviat un disc de remescles titulat  A la felicitat per l'electrònica  que conté dues versions de «Déu odia als covards», un de «Sentimental» i una altra de «A la felicitat per l'electrònica».
En el terreny dels directes, arriba una etapa de sequera i excepte algunes excepcions, només es toca en  Morocco  amb ocasió de les festes de Halloween o les convencions del  Club Fan Fatal . Després de la ruptura amb els seus mànager de sempre, Pito i Ana Díaz, en 1995 es comença a potenciar les actuacions en directe fora de Madrid amb la participació en festivals com el Festival de nova música de Lleó o el  Sónar de Barcelona. A partir d'aquí, Fangoria es declara en contractació oberta i estaran de gira en els pròxims anys per les discoteques de tot Espanya amb la festa Xpandelia, acompanyant-se de Lucho i Clara (Actibeat) que actuen amb ells i com a teloners. A més participen algunes drags com La Prohibida. En tot aquest temps  Alaska i  Nacho diversifiquen les seves activitats. Alaska segueix col·laborant de tant en tant amb altres artistes. A més participa en diferents programes de televisió, com  Cita amb el destí ,  Chan ta ta chán ,   Pluja d'estrelles ,  germans de llet ,  Perillosament juntes . També fa articles, entrevistes i relats per a diferents publicacions, entre elles Ajoblanco. Nacho, pel seu compte, després de Els Vegetals, crea Intronautas amb el seu germà Mauro (Bazoka Nut). En solitari comença una nova etapa com Calígula 2000, fent temes instrumentals. Amb aquest nom, Nacho al costat de Alaska (Mexican Acid Queen), donen sessions de Djs. Després del tancament de Running Circle, Fangoria es queda sense distribució discogràfica, per la qual cosa entren en una etapa una mica llarga i insegura, però amb moltes satisfaccions per als fans, que veuen com molt a poc a poc, el grup torna a aixecar-se del no res.
Un dels fruits que recull Fangoria prové de la seva anterior etapa. Es tracta de la BSO de  La llengua assassina . Pel·lícula d'Alberto Scianma, el que va ser realitzador d'alguns vídeos de Fangoria. En aquesta pel·lícula en principi anava a actuar  Alaska com a protagonista, encara que al final es va canviar per tenir un repartiment més internacional, ja que va comptar entre altres actors amb Robert Englund (Freddy Krueger), Melinda Clarke o Mabel Karr. La banda sonora està composta pels habituals, Bazoka Nut, Big Toxic,  Nacho i  Alaska. Es fa per a la promoció de la pel·lícula un tema basat en aquesta, amb el títol de la pel·lícula en versió espanyola i anglesa, a més, en el disc trobem diversos temes instrumentals basats en les seqüències musicals de la pel·lícula; d'altra banda s'inclouen els temes de Fangoria, «Sálvame», tema en el qual està inspirada la pel·lícula i, «A la Disneylandia de l'amor». També hi ha un tema de Carlos Berlanga, Cobalt 60 i Mariachi Mezcal, que fan una pintoresca versió de «Sálvame».

### 1998-2000:Interferènciesi tornada a l'èxit ambUna temporada a l'infern
Fangoria dirigeix el seu propi club de fans, el Club Fan Fatal, des de l'any 1990. Cada any van ser gravant una cançó, que els demanaven els fans de club d'altres artistes que li agradessin als fans, primer en format flexi disc i posteriorment en format CD, que regalaven als socis per Nadal. Per a aquestes ocasions sempre comptaven amb una «estrella convidada», un artista o grup al que admiraven. No gravaven cançons noves de Fangoria o del grup convidat, sinó temes que els agradessin. L'any 1998 decideixen recopilar les versions gravades per al Club Fan Fatal, que en aquells moments eren 6 temes. Així que graven dos temes més per amanir el disc, al qual el titulen  Interferències , així són vuit les col·laboracions amb els grups: Terry 4 amb el tema «Visca el rock», versió de Adam Ant;  Family amb «El signe de la creu» de Desena Víctima; Heroica-Ger espasa- amb «Interferències» de Radio Futura;  Le Mans amb «Em quedaré soltera» de  Cecília; Il·luminats amb «Sono come tu mi vuoi» de Mina, i Madelman amb «Ballar fins a morir» de Tino Casal. Els temes afegits són amb Dr. Explosió amb «La meva gran nit» de  Raphael, i Intronautas amb el tema «Somni Nº 7» de Els Vegetals. Aquest disc surt a través de Subterfuge Records i, tot i tenir una promoció escassa, el disc arriba a les oïdes del públic en general. El tema «El meu gran nit» es fa bastant popular. A mitges, amb altres grups surten altres dos discos. Amb Actibeat fan el  EP instrumental titulat  Sons per a una exposició  com a banda sonora de l'exposició «Després de la batalla» de Pablo Sycet. Amb Lemon ^ Fly surt l'àlbum anomenat  Vital , encara que en realitat Fangoria només participa en tres temes. Es queda al tinter una col·laboració de les més sonades de  Alaska. Gràcies al programa de la periodista Nieves Herrero, Fangoria interpreta amb Camilo Sesto dos dels seus temes més coneguts: «Malenconia» i «L'amor de la meva vida», mai editats malgrat l'interès del públic.
No és d'estranyar que l'àlbum  Una temporada a l'infern  sigui considerat com un dels deu millors discos espanyols dels 90. En l'àlbum conflueixen diversos fets que entusiasmar al públic, especialment als fans. Es tracta del segon llarga durada que fan Fangoria gairebé deu anys després del disc   Salt mortal . És l'àlbum en el qual potser les lletres estan més cuidades; però més accessibles per ser unes lletres més personals. Aquest disc té dotze cançons i va ser gravat en l'Estudi Jean a Madrid. Conté onze temes propis: «Tanca els ulls», M'odio quan ment, «No serà», «Contradicció», « Electricistes», «Cendres de sang», «El glamour de la bogeria »,« Acusada, jutjada i condemnada »,« Tot el que estimo ha de morir »,« Vaig a perdre la por »i,« al teu costat ». I a més d'això, la versió de Marshall Jefferson titulada «Obre els ulls». Totes les cançons tenen una velocitat entre mitjana i lenta per promocionar el disc es tria una cançó una mica més ràpida: « Electricistes»; la cançó té molt bona difusió a nivell de  ràdio i de televisió. Posteriorment editen una altra cançó amb un altre videoclip, el tema és «M'odio quan ment», un dels més valorats del disc. L'àlbum aconseguiria vendre més de 20.000 còpies, col·locant a Fangoria en el moment més alt de la seva carrera fins llavors. Un any després de l'àlbum   Una temporada a l'infern  es publica un disc doble de remescles anomenat  L'infern són els altres  amb vint remescles de diferents artistes, unes més afortunades que d'altres. Tots dos discos són publicats per Subterfuge Records, fruit del contracte discogràfic que signen a partir de   Interferències  per als següents discos. En 2008, donada la bona acollida de la reedició de   Natura morta , es publica la reedició de  Una temporada a l'infern  sota la saga Subterfuge classics, l'àlbum portava anys descatalogat i el fa tornar als estocs, aquesta edició inclou 2 CD, el primer és l'àlbum i el segon un recull del millor de  l'infern són els altres , disc de remixes d'aquest mateix CD.

### 2001-2005:Natura mortaiArquitectura efímera
Amb la bona acollida que va tenir   Una temporada a l'infern , s'obre l'expectació davant l'aparició d'un nou disc de Fangoria, sent   Natura morta  un dels àlbums més esperats del grup. Va ser gravat en l'estudi Loop Sound de Madrid, aquest disc segueix el mateix esquema que l'anterior disc: Onze cançons noves més una versió, totes elles produïdes per Carlos Jean, però en aquesta ocasió, el disc té unes cançons més ràpides, unes lletres encara més accessibles i menys minimalistes. El disc es publica a l'octubre de 2001, però un mes abans s'avança un single anomenat «No sé què em dónes», amb una acollida sense precedents en la carrera de Fangoria, a causa de la gran comercialitat del tema. La cançó entra al # 2 de supervendes en la primera setmana del seu llançament i es manté durant les següents setmanes en els primers llocs fins a esgotar les existències, ja que es tracta d'una Edició Limitada. D'aquest disc s'extreuen fins a quatre maxisingles, igualant així a les de les èpoques de Dinarama. El primer maxi que es publica és «No sé què em dónes» en una versió diferent al single inicial; també surten publicats com single els temes de «Eternament innocent», « Homes» i, «Més que una benedicció». Tots els aquests senzills obtenen molt bones posicions en les llistes de vendes, exceptuant l'últim que experimentalment només es ven a través d'internet. A més, per a aquest disc es fan videoclips de millor qualitat que els de «Una temporada a l'infern». Es roden 3: «No sé què em dónes», «Eternament innocent» i « Homes». També cal destacar del disc alguna cançó de gran qualitat com «Sóc el teu destí», «Estimo el perill», «Déjame plorar», «Com solucionar problemes del cor en condicions atmosfèriques adverses» o «El cel està buit». Les vendes de l'àlbum aconsegueixen el disc d'or, coincidint lamentablement amb la mort de Carlos Berlanga.
En 2002, Subterfuge decideix reeditar l'àlbum   Salt mortal . Els concerts segueixen adquirint el ritme trepidant d'actuacions sense més innovacions, si bé és cert que el so s'endureix alguna cosa. També aprofita per fer una  recopilació de l'etapa de Fangoria en aquesta discogràfica. L'àlbum  Dilemes, amors i drames  conté les cançons dels discos publicats per Subterfuge i alguns extres publicats en altres discos com «Rasputín», «Incendi i saqueig d'un cor», « Jason i tu »,« Rumore »,« Em conformo »,« Res és el que sembla »i« Zebres »(aquesta última versionada al costat de Lemon ^ Fly i remezclada per Madelman). En 2003, reedita la trilogia dels   Vulcanos  en un sol disc doble, que incloïa les cançons dels tres àlbums més d'algunes remescles i els videoclips de «  Sálvame »,« Sálvame »(Revisió líquida),« Els diners no és el nostre déu »i« A la Disneylandia de l'amor ».Fangoria interpretant «A la Disneylandia de l'amor» en 2005.
Trenta mesos després de l'edició de   Natura morta , l'àlbum de Fangoria més reeixit de l'etapa Subterfuge, s'edita un nou disc titulat   Arquitectura efímera . Una exposició d'arquitectura de Chicago, a la qual assistien  Alaska i  Nacho, va inspirar el nom del disc. El van triar per contradictori i lògic, encara que també per estar format l'àlbum amb cançons de sentiments del pop més efectiu, un gènere obligatòriament efímer, segons Alaska i Nacho Canut. Produït per Carlos Jean, al costat de Fangoria, el disc compta amb 12 cançons en les que han fet servir guitarres i  electrònica, al més pur estil Fangoria però amb una gran construcció artística. Seguint amb l'estructura dels anteriors treballs, onze cançons pròpies i una versió, en aquest cas, de la cançó de Ramones, «Here today, gone tomorrow». El llançament comercial vi abrigallat per una forta campanya promocional, que mai havíem vist abans amb Fangoria, han aparegut a la pràctica totalitat de revistes especialitzades en música o tendències, nombroses aparicions televisives i radiofòniques, publicitat en ràdio, premsa i internet.
El primer single «Retorçant paraules» es va publicar setmanes abans que el àlbum, sent nº 1 en supervendes de singles durant diverses setmanes. El segon single va ser «Miro la vida passar» publicat en l'estiu de 2004, aconseguint com l'anterior el nº1. El tercer single va correspondre a la cançó «La mà al foc» publicat durant la tardor del mateix any arriba a ser nº1, encara que sense comparació amb els anteriors. Per llavors l'àlbum ja havia estat disc d'or arribant a vendre més de 75.000 còpies venudes a Espanya. Ja en el 2005, surt el quart single de l'àlbum, amb la cançó «Entre mil dubtes» que aconsegueix posicionar-se al número 3 de la llista de vendes de singles. Aquest mateix any (2005) decideixen llançar  Natura morta remixes , que reuneix tots els remixes dels singles de  Natura morta  («No sé què em dónes »,« Eternament innocent »,« Homes »i« Més que una benedicció »). A més es reedita  Interferències afegint 5 col·laboracions més al disc: «En aquest món» amb Baby Horror, «Amor apatxe» amb Víctor Coyote, «Més dura serà la caiguda» amb  La Bona Vida, «Dolç harmonia» amb Los Sencillos i «De viatge» amb Astrud. A la primavera de 2005 el disc surt a la venda a Mèxic arribant a vendre més de 35.000 còpies. Alhora surt  Arquitectura efímera deconstruida ,  CD doble més DVD publicat coincidint amb el quinzè aniversari de la fundació de Fangoria. Es tracta d'una edició especial de  Arquitectura efímera  que inclou un primer CD amb el disc original, un segon CD amb les cares B dels quatre singles que es van extreure de l'àlbum («Retorçant paraules», « miro la vida passar »,« la mà al foc »i« Entre mil dubtes ») al costat de tres inèdits i un DVD que inclou alguns videoclips, enregistraments en directe i fotografies. També es realitza un gira de celebració dels 15 anys de Fangoria anomenada «Varietés» en on recorren tota la seva discografia com Fangoria i acompanyats per La Prohibida i Nancys Rubias. Un cop acabada la gira estiuenca de 2005 en països com Espanya, Mèxic, Estats Units i Japó, Fangoria es posa mans a l'obra en l'enregistrament del seu següent disc .

### 2006-2008:L'estrany viatgeiViuen!
Amb   L'estrany viatge  Fangoria aposta per cançons d'estructura pop i tornades enganxoses amb influències que van des del rock a  glam, passant per l'electrònica i el electropop. Es va gravar tot a Madrid i va tenir la col·laboració del baixista de  Placebo (Stefan Olsdal) en, «Fantasmes». El vídeo del seu primer senzill, «Criticar per criticar», es va gravar en terres de Neza (Mèxic), en una de les discos favorites del duo: Spartacus. Per al rodatge,  Alaska balla frenèticament al costat de més de 40 persones (a les que va descobrir entre el seu públic de Mèxic en la seva anterior visita) al ritme del tema i vestits tots de blanc.
Les cançons que componen aquest disc són d'allò més variades. Algunes són negatives, xafarderes («Criticar per criticar»), exageradament pessimistes («Fantasmes», «Res més a afegir», « Ni amb tu ni sense tu »), capritxosos (« Pregàries ateses ») i venjatius o rencorosos (« siguis on siguis »). Altres són positives («Els avantatges d'oblidar», «Qüestió de fe»), pràctics («Si ho sap Déu, que s'assabenti el món», «Sense perdó», «A força de viure») i jurar amor etern («El cementiri dels meus somnis»).   L'estrany viatge , títol tret de la pel·lícula de Fernando Fernán Gómez, es va editar a les botigues mexicanes i espanyoles, de forma simultània, el 23 d'octubre de 2006. el dia 2 d'octubre va sortir a la venda el primer single de l'  l'estrany viatge . Es tracta del tema «Criticar per criticar» i incloïa el mateix tema i una remescla de Chick on speed. El single es va col·locar directament en el número 1 de les llistes de vendes durant quatre setmanes. L'àlbum, va ser presentat a l'FNAC de Madrid el dia 23 d'octubre, fent una sorprenent i original actuació darrere del mateix aparador que va ser comentat en tots els informatius. L'àlbum es va col·locar directament en el nº2 de les llistes de vendes. La promoció de l'àlbum es va centrar en la seva majoria a la premsa, ja que van sortir en la pràctica totalitat de tots els diaris i revistes, i  Alaska va ser portada de revistes com Rolling Stone, Zero o Psicologis. També hi va haver una forta promoció en televisió i internet, i una escassíssima i inexplicable nul·la promoció en ràdio. Quatre setmanes després de ser editat, l'àlbum assoleix el disc d'or, que avui dia l'àlbum ha venut ja, més de 75.000 còpies a Espanya. El 13 de febrer de 2007, surt a la venda el segon single de   L'estrany viatge , « ni amb tu ni sense tu ». En aquesta ocasió canvien del blanc al taronja. La portada pertany al dissenyador Salvador Alimbau sobre una foto de Gauerca. La cara B d'aquest single és una versió en col·laboració amb  Dover del «Sorry I'ma lady» del grup Baccara. El single arriba directament al nº1 de les llistes de vendes. El 27 de març,  L'estrany viatge  ja es podia gaudir en Estats Units i més tard a l'Argentina. Al maig va sortir a la venda el DVD   Viuen! . Aquest DVD incloïa el concert íntegre que va oferir Fangoria el passat 9 de febrer a la Carpa Movistar de Barcelona, un making of de gairebé una hora de durada amb imatges de tot el que va succeir al voltant del concert i l'opció de sentir el concert amb els comentaris de  Alaska i  Nacho. El DVD es va col·locar directament en el número 1 de les llistes de vendes durant les quatre primeres setmanes de la seva edició.
El tercer single va ser «El cementiri dels meus somnis», va sortir a la venda el 17 jul. El color triat per a aquest nou single és el morat. Amb una remescla del músic canadenc Sebastià Komor i un duet amb el grup Mägo d'Oz del tema « El rei del glam». Com és costum en ells va arribar al número 1 en les llistes de vendes. Un cop finalitzada la gira a l'octubre, després d'haver venut més de 75.000 còpies del seu   L'estrany viatge , i haver donat al voltant de 100 concerts des que va sortir el disc a la venda, el grup decideix prendre uns mesos de vacances, perquè a la primavera de 2008 realitzin una gira i activitats promocionals a Mèxic. El 4 de desembre de 2007, va sortir a la venda una caixa en edició limitada i numerada de 4.000 còpies de la reedició,  L'estrany viatge revisitat  amb adhesius, pòsters, DVD, un esmalt d'ungles, un trosset dels vestits de  Alaska i un  CD amb col·laboracions de luxe amb els grups Miranda!,  Dover, Mägo d'oz i Julieta Venegas, remescles i rareses. La caixa s'esgota en la primera setmana que surt a la venda i arriba al nº35 dels àlbums més venuts. En Mèxic surt a la venda una edició més senzilla i amb portada diferent, en què només apareix el  CD de   L'estrany viatge  i el CD de col·laboracions.
En aquests mesos de descans, Fangoria realitza uns concerts no previstos: a Bilbao, Getafe, Vergara i en Punta Cana, aquest últim en un festival organitzat per Ron Barcelo. També fan una petita actuació el 29 de març a Mònaco, en l'habitual, conegut i prestigiós «Ball de la Rosa» que organitza la família Grimaldi tots els anys i que aquest any va ser dedicat a la moguda madrilenya i en el qual Alaska, al costat de Pedro Almodóvar, Bibiana Fernández i Mario Vaquerizo va ser cap de cartell. La seva última publicació -a data de maig de 2008- ha estat un CD amb 4 cançons que sota el títol  Entre Punta Cana i Montecarlo  s'inclou en el programa de mà de la segona part de la gira de  L'estrany viatge . Està editat per DRO i únicament es ven en concerts. Aquest EP inclou versions de «Flash» de La Prohibida, « La mosca morta» de Alaska i Dinarama, «Supertravesti» de Nancys Rubias i «Huracà mexicà» de Alaska i Dinarama, que inclou una nova part de la lletra dedicada al cap de Dinarama i inici de Fangoria.

### 2009-2012:AbsolutamenteiEl pas transcendental del Vodevil a la Astracanada
Absolutament  va ser gravat durant novembre de 2008 en els "Dean Studios" de Londres i barrejat per Michael Zimmerling, un enginyer mític dels "Hansa Studios "de Berlín, i produït per Neal X i Tony James (els dos van fundar Segueix Segueix Sputnik). Aquest disc és un homenatge a Andy Warhol i la seva Factory, i és una reafirmació del que són Fangoria com a grup. Absolutament recopila la gran majoria dels conflictes i influències del grup, passant pel techno, el rock, el  glam i la balada, i gravat per la tècnica de l'anomenada «pista salvatge».
Les composicions musicals són a càrrec de Mauro Canut, JC Moreno, Jaime García Ferrer http://www.myspace.com/jaumebelmonte, Spam i el tàndem Tony James i Neal X; les lletres estan escrites per Nacho Canut i  Alaska i els seus col·laboradors habituals. El drama i el ball, la foscor i el banal, el riure i el plor, la ironia i el desencant reapareixen una vegada més en les lletres de tretze noves cançons on hi ha títols com «El miqueta agrada i el molt s'enfada», «Caps dissecades »,« Les Walpurgis et van a cridar »o« Amb els àngels ». El primer single és «Més és més», la primera cançó disc que fa Fangoria, apunta  Alaska. És també un cant al Barroquisme i l'excés a través d'una lletra escrita per Alaska i Nacho i que aquest últim defineix com de "celebració i autodestrucció ella parla de superficialitat i mons sintètics, jo escric les parts on s'entreveu que tot això porta també a un carreró sense sortida ".   Absolutament  és un disc que parla de comiats i ruptures, una obra en la qual la parella perfecciona l'art de dir que no. «El disc hauria de dir-se" Absolutament no "-comenta Alaska- perquè per edat i per trajectòria hem arribat a un punt en què ja no ens ve de gust esforçar-nos per no dir el que pensem». Un dels millors exemples està en «Perdent els papers una altra vegada». «Que parla exactament d'això -apunta Nacho- de perdre els papers davant algú a qui ja no suportes més».
El dia 17 gener de 2009 es va estrenar el videoclip de «Més és més» primer single extret de  Absolutamente , sent un gran èxit de vendes i descàrregues. L'edició física d'aquest single contenia la versió àlbum de la cançó i un remix d'aquesta. L'àlbum va arribar al número 1 de vendes de discos i de  iTunes a Espanya i més tard en el nº4 en Mèxic. Fangoria va arrencar la gira de Absolutament acompanyat d'artistes com La Prohibida, The Cabriolets i Nancys Rubias, i amb una nova posada en escena renovant músics i gogós i amb un decorat rendint tribut a la Factory de  Warhol.